# Гандрик, Ян
Ян Гандрик, немецкий вариант — Йоганн Хандрик (в.-луж. Jan Handrik, нем. Johannes Handrick, 20 февраля 1924 года, деревня Ворклецы, Лужица, Германия — 31 декабря 2015 года, Будишин, Германия) — серболужицкий общественный деятель, долголетний член союзного управления «Домовины», лауреат премии имени Якуба Чишинского (1982).

## Биография
Родился 20 февраля 1924 года в крестьянской семье в серболужицкой деревне Ворклецы (Реккельвиц). Окончил в этом же селе народную школу. В 1948 году участвовал в строительстве дороги Белгород-Загреб в составе серболужицкой бригады «Алоиз Андрицкий» молодёжной организации «Serbska młodźina». Позднее до роспуска этой организации был её председателем. Был учителем лужицких языков и истории Лужицы. С 1950 года директор серболужицкой школы в Будишине (Баутцен) и с 1953 года — директор школы имени Якуба Чишинского в селе Панчицы-Куков (Паншвиц-Кукау).
В 1951 году был избран в члены союзного управления серболужицкой культурно-просветительской организации «Домовина». Был членом этого управления на протяжении 11 избирательных периодов до 1990 года. После Мерчина Новака-Нехорньского и Мерчина Каспера исполнял обязанности председателя одной из комиссии союзного управления «Домовины». С 1956 года был на кадровой должности «Домовины» и с 1964 года по 1989 год — ответственным секретарём за культурную деятельность. В 1964 году основал хор «Budyšin». На протяжении семи лет занимался организацией ежегодного «Фестиваля серболужицкой культуры».
В 1964 году основал хор «Budyšin». В 1980 году в соавторстве с Яном Буланком издал песенник «Towaršny spěwnik» и в 1997 году — песенник «Spěw najrjeńši towarš je».
Публиковал свои статьи в газете «Nowa doba» и литературных журналах «Rozhlad» и «Serbska protyka».
В 1982 году за свою деятельность был удостоен премии имени Якуба Чишинского.
В 1989 году вышел на пенсию. Скончался 31 декабря 2015 года и похоронен на кладбище Пресвятой Девы Марии в Будишине.